# Рубановский, Владимир Николаевич
Влади́мир Никола́евич Рубано́вский (7 февраля 1941, Москва — 22 марта 2002) — советский и российский учёный в области теоретической механики.

## Биография
Родился в рабочей семье.
Окончил в 1964 году механико-математический факультет Московского университета, ученик Валентина Витальевича Румянцева. Поступил в аспирантуру отделения механики механико-математического факультета, которую окончил в 1967 году. С 1968 по 1991 он работал в отделе механики Вычислительного центра РАН, сотрудничая в то же время с кафедрой теоретической механики Российского государственного университета нефти и газа им. И. М. Губкина. Затем окончательно перешёл на преподавательскую работу в качестве профессора этой кафедры. 
Вёл семинар по теории устойчивости движения на кафедре теоретической механики МГУ.
В 1985 году был избран членом Российского национального комитета по теоретической и прикладной механике.

## Достижения
Владимиру Николаевичу принадлежат оригинальные результаты в механике твёрдого тела, теории устойчивости движения и её приложений в механике систем твёрдых тел с упругими и жидкими элементами. Им открыт случай интегрируемости уравнений Кирхгофа-Клебша, возникающих в задаче о движении твёрдого тела в идеальной жидкости, в случае, когда поверхность тела неодносвязна, а также с помощью методов винтового исчисления найдены оригинальные классы прецессионно-винтовых движений.
В. Н. Рубановским были развиты классические методы теории устойчивости стационарных движений, в которых известные теоремы Кельвина и Рауса были распространены на системы общего вида, допускающие первые интегралы, а также на диссипативные системы. Им были исследованы установившиеся движения, их устойчивость и бифуркации для многочисленных практически важных задач механики твёрдого тела и твёрдого тела с деформируемыми элементами, в частности, задачи о движении тяжёлого твёрдого тела с неподвижной точкой, задачи о движении спутника-гиростата, задачи о движении спутника с упругими элементами, задачи о движении твёрдого тела на горизонтальной плоскости, задачи о движении тяжёлого твёрдого тела, подвешенного на струне. Ему принадлежат оригинальные методы исследования устойчивости систем с бесконечным числом степеней свободы, а также систем, возникающих в математической экологии.
За цикл работ «Динамика твёрдого тела на струне и смежные задачи» был удостоен в 1996 году, в составе авторской группы, Государственной премии Российской Федерации.
Владимир Николаевич активно участвовал в выпуске «Сборника научно-методических статей по теоретической механике» и журнала «Прикладная математика и механика». Помимо сотен студентов, им был подготовлен ряд специалистов — кандидатов наук. Выпущенная им в соавторстве с В. А. Самсоновым монография «Устойчивость стационарных движений в примерах и задачах» стала настольной книгой как для специалистов, так и для всех изучающих теорию устойчивости движения механических систем и её приложения.

## Монографии
- Рубановский В. Н., Самсонов В. А. Устойчивость стационарных движений в примерах и задачах. М.: Наука, 1988. 304 с. ISBN 5-02-013813-4
  - Устойчивость стационарных движений в примерах и задачах : учебное пособие для студентов университетов / В. Н. Рубановский, В. А. Самсонов. — Москва : [б. и.] ; Ижевск : Регулярная и хаотическая динамика, 2003. — 303, [1] с. : ил.; 20 см; ISBN 5-93972-298-9
  - Устойчивость стационарных движений в примерах и задачах / В. Н. Рубановский, В. А. Самсонов. — Москва : РХД, 2019. — [305] с.; ISBN 978-5-4344-0736-6
- Задачи математического моделирования механических систем в машиностроении / В. Н. Рубановский, И. А. Султанов, Ю. И. Ханукаев. — М. : ВЦ АН СССР, 1989. — 76,[1] с. : ил.; 22 см.
- Юнин Е. К., Рубановский В. Н., Хегай В. К. Волновые процессы при наклонно-направленном бурении Ухта: УГТУ, 2002. — 60 с : ил. — ISBN 5-88179-245-9